# Clémentine Ballot
Pour les articles homonymes, voir Ballot.
Clémentine Ballot, née à Paris 17e le 20 décembre 1879 et morte à Paris 17e le 19 novembre 1964, est une artiste peintre française de paysages.

## Biographie
Alphonsine Marie Antoinette Clémentine Leroi nait à Paris (17e arrondissement) en 1879.
Enfant et adolescente, elle est douée pour le dessin et consacre ses économies de jeune fille à acheter des reproductions de Manet, Monet, Renoir, Sisley, Cézanne et Toulouse-Lautrec. Puis elle se forme au cours de peinture et de dessin de Fernand Desmoulins, avec l'appui de son mari, Jules Gabriel Ballot, épousé en 1902. Ce dernier est rentier mais exerce aussi la profession de coulissier. Il l'emmène très vite visiter la Creuse, dont sa famille est originaire. Elle y est éblouie par les paysages et travaille à Gargilesse et Fresselines, mais aussi en Bretagne Nord à Loguivy, et sur la côte varoise à Agay. Elle rencontre Léon Detroy dans la Creuse et exécute quelques toiles pointillistes sur ses conseils, mais ne veut pas s'enfermer dans cette méthode.
Elle est essentiellement peintre de paysages, et Soleil levant est une de ses premières œuvres remarquées. Elle expose à Paris dès 1907 au salon de l'Union des femmes peintres et sculpteurs, et dès 1908 au Salon de la Société nationale des beaux-arts, où elle accrochera jusqu'à son décès.
En 1912, elle fait la connaissance d'Armand Guillaumin à Crozant. Celui-ci reconnait son talent déjà formé et l'encourage. Une solide amitié se forme, dont témoigne la correspondance de Guillaumin.
Clémentine Ballot obtient le 2e prix de l'Union des femmes peintres et sculpteurs en 1913. La guerre la saisit en Bretagne, à Loguivy, mais elle la passera en grande partie à Crozant, avec ses deux jeunes fils, André (né en 1903) et Roger (né en 1904), tandis que son mari est au front, servant comme photographe dans l'armée. Dans la vallée de la Creuse, elle rencontre Eugène Alluaud, Anders Osterlind, Mania Mavro, Georges-Hanna-Sabbagh, Alfred Smith, Francis Picabia, Paul Madeline et Armand Point. Ces artistes logent ou se retrouvent souvent à l'hôtel Lépinat à Crozant.
Clémentine Ballot est rattachée à l'école de Crozant, mais ses séjours dans la Creuse prennent fin en 1918, et elle évolue vers une conception plus personnelle et différemment construite du tableau, en procédant à des touches qui résument la forme, tout en gardant la luminosité et la délicatesse de sa première période dans ses paysages. Une partie de la critique lui reproche cependant, dans sa composition des toiles de la Creuse, de réaliser des « pastiches » de Guillaumin.
Après la guerre, tout en résidant à Paris, 97 rue de Monceau, Paris 17e, elle part peindre sur le motif plusieurs mois chaque année. De 1920 à 1929, elle se rend principalement aux Andelys, au bord de la Seine. Dès lors, son style évolue vers plus de construction des formes, peut-être sous l'influence de Nicolas Poussin, né en ces lieux, et de Paul Cézanne. Elle y rencontre Henri Lebasque, Maximilien Luce, Jean-Eugène Clary, Paul-Émile Pissarro, Albert Lebourg, Signac, et est reçue par Monet. Elle travaille aussi dans les années 1920 dans le Poitou. Dans les années 1930, elle peint dans le Lot, la Dordogne, aux Baléares à Majorque, à Cadaqués en Catalogne, et dans le Midi de la France à Saint-Paul-de-Vence, Saint-Tropez, Bormes-les-Mimosas, Cassis. Elle réalise aussi de grands fusains des vieux villages de Provence.
En 1922, elle reçoit le premier prix du salon de l'Union. À partir de 1923, elle expose fréquemment dans les galeries : après celle de Georges Petit, elle expose à la galerie Ecalle, chez Bernheim Jeune en 1936, puis notamment à la galerie Contemporaine, chez Marcel Bernheim, à la galerie de l'Institut, à la galerie Saint Placide, et jusqu'en 1963 à la galerie des Orfèvres.
En 1924, elle est sociétaire de la Société nationale des beaux-arts, dont elle fait partie du jury de peinture en 1932. Elle en est vice-présidente en 1937, année où elle participe également à l'Exposition universelle et y obtient une médaille d'or. Après le décès de son mari la même année, elle peint en Corse. Elle est décorée de la Légion d'honneur le 31 octobre 1938 et reçoit le prix Cottet (second prix de peinture de la Société nationale des beaux-arts) en 1944. Elle passe une partie de la Seconde Guerre mondiale à Mollans-sur-Ouvèze, dans la Drôme. De 1945 à 1950, elle se rend notamment dans l'Yonne et à Arcy-sur-Cure. Elle est en 1946 la seule femme membre du Conseil de la Société nationale des beaux-arts,.
En 1950, Clémentine Ballot est la deuxième femme (après Élisabeth Chaplin en 1927) à recevoir, pour l'ensemble de son œuvre, le prix Puvis-de-Chavannes de la Société nationale des beaux-arts. Dans les années 1950, septuagénaire, elle sillonne la Bretagne. En 1952, elle expose aux Indépendants. Amie du peintre Jean-Eugène Clary et de son épouse, elle reçoit de cette dernière le portrait de Suzanne Valadon à vingt ans, peint par son mari vers 1887, et fait don de cette œuvre en 1956 au musée national d'Art moderne.
Octogénaire, elle peint encore à Menton, pendant l'été 1964, quelque temps avant son décès à son domicile du 10 rue de Saint-Senoch (Paris, 17e). Elle est inhumée au cimetière des Batignolles.

## Salons et expositions

### Salon de l'Union des femmes peintres et sculpteurs
- 1907 : Lever de soleil à Gargilesse
- 1908 : Entrée de village au soleil couchant
- 1909 : Coucher de soleil en Bretagne[23]
- 1910 : Bords de la Creuse[24]
- 1912 : Sur la côte bretonne (dépôt musée de Senlis)
- 1913 : Après-midi d'été, Matin d'été, Crépuscule et Effet de soleil
- 1916 : Les ruines de Crozant et Les géraniums
- 1917 : L'embouchure du Trieux et La Creuse
- 1918 : Les rochers rouges, Agay et Nature morte
- 1919 : Gelée blanche
- 1920 : Paysage de Creuse
- 1921 : Chaumière bretonne, Brouillard sur la Creuse, La Creuse, Anémones et oranges
- 1922 : Matin d'Octobre, Bords de la rivière, Le moulin, Automne, Brouillard d'Octobre, Matinée d'hiver, Lever de soleil dans le brouillard

### Salon de laSociété nationale des beaux-arts
- 1908 : L'église de Fresselines[25]
- 1914 : Le moulin de la folie, musée Lafontaine, Chateau Thierry
- 1919 : Gelée blanche en Creuse[26]
- 1920 : Moulin sur la Sédelle, Brumes d'Octobre et Matin bleu[26]
- 1921 : Matinée d'automne, La Sédelle, soir, tournant de rivière[26]
- 1922 : Vallée de la Sédelle et Fleurs[26]
- 1923 : Lever de soleil dans le brouillard, Les capucines, et De ma fenêtre, temps gris
- 1925 : Le bouquet matinal, Les Andelys et Dans le jardin, matin, Les Andelys[27]
- 1928 : L'heure du thé (œuvre reproduite dans l'article)[28]
- 1929 : La femme à la rose[29]
- 1930[30]
- 1931 : Le gué, Angles sur Anglin[27]
- 1932 : Le moulin, Angles sur Anglin[27]
- 1933 : Les bords de l'Anglin[27]
- 1934 : Village provençal et Saint-Paul-de-Vence[31]
- 1936 : Une rue de Cadaquès[32]
- 1937 : Moulin, automne (Angles sur Anglin)
- 1938 : Le port de la Selva, Espagne
- 1939 : Calvi[27]
- 1940 : Vieux quartier à Calvi, Vieille maison et Château de Najac[27]
- 1945 : Avant l'orage, hiver en Drôme[33]
- 1946 : Les bords de l'Ouvèze, printemps en Drôme
- 1948[34]
- 1950 : Aurore et Matin à Cassis[27]
- 1951 : Rocher de la fileuse et les ruines
- 1962 : Printemps, Angle sur Anglin et Le bouquet de la mariée
- 1963 : La fenêtre ouverte
- 1964 : La forteresse de Crozant
- 1965 : Le chemin des chevaliers au lever du soleil

## Expositions particulières
- 1923 : peintures, Les Andelys, fleurs et paysages, galerie Georges Petit, 1er-15 décembre
- 1928 : Plein air (Les Andelys), galerie Georges Petit, 3-15 novembre (avec René Leverd, René Ligeron, Fernand Bivel et Jandon)[35]
- 1931 : Peintures, galerie Ecalle, Paris, 16-28 novembre
- 1933 : galerie Ecalle[36]
- 1936 : Paysages de France et d'Espagne, galerie Bernheim-Jeune, 16 mars-18 avril (avec Lucien Simon)[37]
- 1939 : Dessins et peintures (Corse et Provence), galerie Contemporaine, 10 février-1er mars[38]
- 1939 : Maison des intellectuels
- 1952 : Cinquante ans de peinture, galerie Marcel Bernheim, Paris
- 1954 : Galerie Marcel Bernheim
- 1959 : Dessins et aquarelles, galerie de l'Institut, 23 mai-6 juin
- 1960 : Peintures, galerie Saint-Placide, Paris, 6-19 mai
- 1963 : galerie des Orfèvres, 23 avril-12 mai (essentiellement des toiles peintes à Crozant entre 1912 et 1918)[39]

## Autres expositions
- 1929 : Exposition 12 artistes normands, 13 avenue de la Grande Armée, Paris[40].
- 1930 : Exposition Les peintres de la vallée de la Creuse, salle du Petit Parisien, 118 Avenue des Champs-Elysées, 23-30 mai.
- 1937 : Exposition internationale des arts et des techniques appliqués à la vie moderne : Le Vieux Malaucène (Vaucluse).
- 1937 : Exposition universelle.
- 1951 : Exposition "Montagnes", Galerie Vibaux, Paris, 27 octobre-11 novembre.
- 1952 : Salon des indépendants : Automne en Bourgogne et Paysage des Hautes-Pyrénées[21].

## Expositions rétrospectives
- 1965 : Clémentine Ballot, impressionist paintings and drawings, Madden Galleries, Londres
- 1966 : Lincoln Association Art Centre, Lincoln, Royaume-Uni
- 2021 : musée d'Art et d'Archéologie de Senlis lors de l’exposition L'Union des femmes peintres et sculpteurs au tournant du XXe siècle[41]
- 2022-2023 : Clémentine Ballot, femme impressionniste, Hôtel Lépinat, Centre d'interprétation du patrimoine des peintres de la vallée de la Creuse, Crozant[42]
- 2024 : Exposition Armand Guillaumin et ses amis, château de Gargilesse[43]

## Œuvres dans les collections publiques
En Allemagne
- Berlin, ambassade de France : Les peupliers, achat de l'État en 1931[44]

En Algérie
- Alger, musée : Neige sur la Creuse, Crozant, hiver 1917[27]

Aux Pays-Bas
- Amsterdam, musée municipal : Dans le jardin, matin[27]

En Espagne
- Barcelone, musée de Barcelone : Port-Lligat[27]

En France
- Ajaccio, musée Fesch : Vieilles maisons du port de Cadaquès[45]
- Albi, musée d'Albi : Avant l'orage, Petit Andely[46]
- Almont-les-Junies (Aveyron), mairie : L'Ilette au Cap d'Antibes[47]
- Bayonne, musée de Bayonne : peinture[46]
- Bordeaux, musée de Bordeaux : Vieilles maisons sur l'Aveyron à Saint-Antonin[46]
- Chartres, musée de Chartres : Soucis à la fenêtre, Les Andelys[46]
- Châtenay-Malabry, mairie : Le jardinier, achat de la ville de Paris en 1932[48]
- Dreux, mairie : Moulin sur la Sédelle, achat de l'État en 1913[49]
- Étréchy, atelier Lucien Mariotti : Sur la côte bretonne[50]
- Figeac, mairie : La chapelle des pénitents à Beaulieu sur Dordogne
- Les Andelys, Hôtel de ville : La femme en rose
- Limoges, musée des beaux-arts : Village au bord de l'eau[51]
- Locronan, musée de Locronan : Marée basse[46]
- Luxeuil, musée Jules Adler : Les ruines de Crozant au printemps[46]
- Montauban, musée Ingres : La Seine au Petit-Andelys, huile sur toile[52]
- Muret (Haute-Garonne), mairie : La Chartreuse de Valdemossa à Majorque[53]
- Palaiseau, École polytechnique, bibliothèque centrale : Les Bords de l'Ouvèze au printemps, achat de l'État à l'artiste en 1949, dépôt du FNAC
- Paris, ministère de la Défense, croiseur-cuirassé Jules Michelet : Fleurs à contre-jour, achat de 1923[54]
- Paris, Musée National d'Art Moderne, Centre Pompidou : Aurore, Prix Puvis-de-Chavannes, grand prix de la Société National des Beaux-Arts 1950, achat de l'État en 1954[55]
- Paris, Musée National d'Art Moderne, Centre Pompidou : Puerto de la Selva[56]
- Paris, Petit Palais : Les bords de la Sédelle, Crozant, achat de la ville de Paris en 1921[48]
- Paris, Petit Palais : L'église de Cadaquès, achat de la ville de Paris en 1936[48]
- Paris, Assemblée nationale : Les Platanes, achat de l'État en 1925[57]
- Paris, ministère de l'Éducation nationale, de la recherche et de la technologie, Office du baccalauréat : Cadaquès Catalogne[58]
- Paris, Ministère de la Défense : Fleurs à contre-jour, huile sur toile, à l'origine au musée de Rouen[59]
- Perpignan, musée de Perpignan : La Gartempe à Montmorillon, Vienne[48]
- Poitiers, musée de Poitiers : Les bords de l'Anglin, ville basse[46]
- Rodez, préfecture de l'Aveyron : Le Village d'Arcy en automne[60], La Vallée de la Sédelle, Crozant[61]
- Les Sables-d'Olonne (Vendée), mairie : Marée basse à Doëlan, achat en 1959[62]
- Saint Denis de la Réunion, Préfecture : barques de pêcheur, Cadaquès, achat de l'État en 1947[41]
- Senlis, musée d'Art et d'Archéologie : Sur la côte bretonne (Loguivy), achat du Ministère de la Guerre, 1912, dépôt du CNAP[63]
- Localisation inconnue : En barque, Les Andelys, achat de la ville de Paris en 1930[48]
- Localisation inconnue : Avant l'orage, hiver en Drôme, achat de la ville de Paris en 1949[48]
- Localisation inconnue : Le port de Sainte-Marine, la barque bleue, achat de la ville de Paris en 1952[48]
- Localisation inconnue : Le palmier, Seillans, Haut Var, achat de la ville de Paris en 1954[48]
- Localisation inconnue : Nature morte à la langouste, Camaret, achat de la ville de Paris en 1957[48]
- Localisation inconnue : Vieilles maisons du port de Calvi, dessin au fusain, achat de la ville de Paris en 1960[48]
- Localisation inconnue : Contre jour à Camaret, achat de la ville de Paris en 1961[48]
- Localisation inconnue : Le homardier, L'île d'Yeu, dessin au fusain, achat de la ville de Paris en 1961[48]